# Artemio Mortera
Artemio Mortera Pérez. (Mieres del Camino, Principado de Asturias. 1943 - ). Investigador español especializado en Historia Militar. Ha publicado más de un centenar de artículos en diversas revistas especializadas (Historia y Vida, Revista Española de Historia Militar, Defensa, Armas y Municiones, Medios Pesados, Armas, Soldiers...). Licenciado por el Instituto Universitario de la Empresa, ejerció como empresario en su población de nacimiento hasta su jubilación profesional en 2006, compaginando su vida profesional con la labor investigadora a la cual se sigue dedicando en la actualidad.
Fue uno de los socios fundadores de la Asociación para la Recuperación de la Arquitectura Militar Asturiana 1936/37 (ARAMA 36/37), ostentando en la actualidad el cargo de presidente de dicha entidad, dedicada al estudio y preservación del patrimonio histórico militar relacionado con la guerra civil en Asturias.

## Obras
- "El carro de Combate Trubia"
- "La Artillería en la Guerra Civil Española"(cuatro volúmenes) -en colaboración con José Luis Infiesta Pérez-, ISBN 89-87314-21-X
- "Las pistolas españolas tipo Mauser", ISBN 89-87314-26-0
- "Historia de la Artillería Antiaérea española" -en colaboración con Lucas Molina Franco y José Manrique García-.
- "Los bacaladeros de PYSBE en la Guerra Civil española", 2002. ISBN 84-96016-07-2.
- "Bristol Bulldog (dos volúmenes) -en colaboración con Rafael A. Permuy López-",2002. ISBN 84-96016-05-6.
- "La Batalla del Jarama –en colaboración con Rafael A. Permuy López", 2003. ISBN 84-96016-08-0.
- "La Fábrica de Trubia. Dos siglos de tecnología artillera", 2005 ISBN 84-932763-7-7.
- "De Comandante crucero "Cervera" a Comandante Militar Gijón", 2005. ISBN 84-96016-63-3.
- "La Artillería Naval en la Guerra Civil Española 1936/39", 2007 ISBN 84-611-4711-1.
- "Treinta y seis relatos de la guerra del 36"(obra colectiva).
- "La voladura de la carretera de Francia (km 104)", Historia y Vida núm. 330, págs. 99-106, sept. 1995.